# حیات وحش رواندا

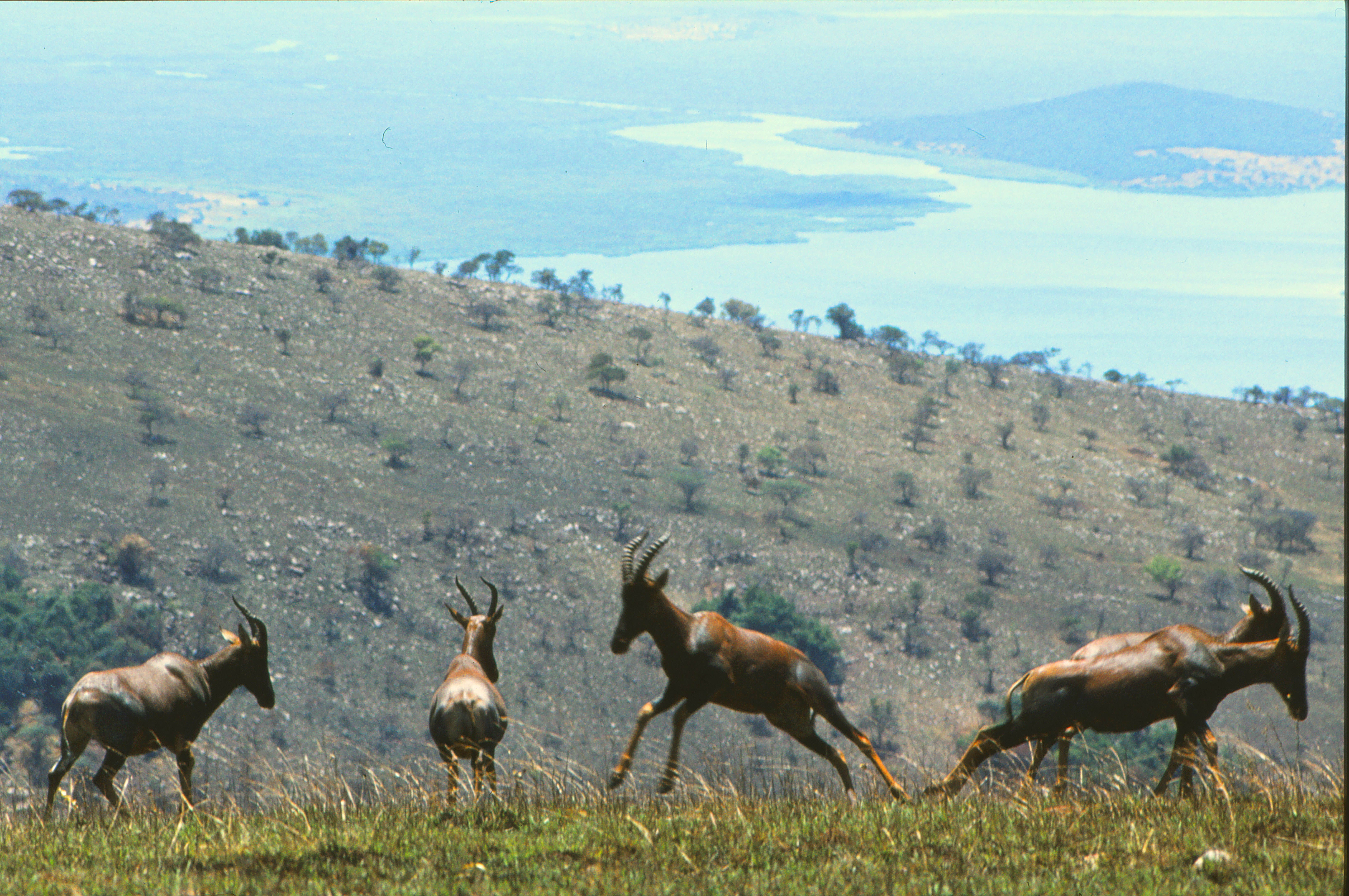
شاخ‌چنگی‌های تیره در پارک ملی آکاگرا

حیات وحش رواندا متشکل از گیاگان و زیاگان این کشور است. در دوران پیش از تاریخ، یک سوم قلمرویی که امروزه رواندا است را بوم‌سازگان کوهستانی تشکیل می‌داد. با این حال، پوشش گیاهی طبیعی کنونی بیشتر محدود به سه پارک ملی و چهار ذخیره‌گاه جنگلی کوچک است و کشاورزی به شکل کرت‌بندی در بقیه کشور غالب است.

## زیاگان
بیشترین گوناگونی پستانداران بزرگ در سه پارک ملی یافت می‌شود که مناطق حفاظت‌شده تعیین‌شده هستند. پارک ملی آکاگرا جانوران معمول گرم‌دشت مانند زرافه و فیل را در خود جای داده‌است؛ در حالی که پارک ملی آتشفشان‌ها به‌صورت تخمینی جایگاه یک سوم جمعیت گوریل‌های کوهی در جهان است.

### مآخذ
- Booth, Janice (2006). Rwanda. Bradt Travel Guides. ISBN 978-1-84162-180-7. Retrieved 18 April 2013.
- "Akagera National Park". Embassy of Rwanda in Japan. 2009. Retrieved 7 May 2013.
- International Union for Conservation of Nature (IUCN) (2011). "IUCN welcomes Rwanda as new State Member". Retrieved 2012-02-16.